# Taccocua leschenaultii
Taccocua leschenaultii là một loài chim trong họ Cuculidae.

## Tham khảo

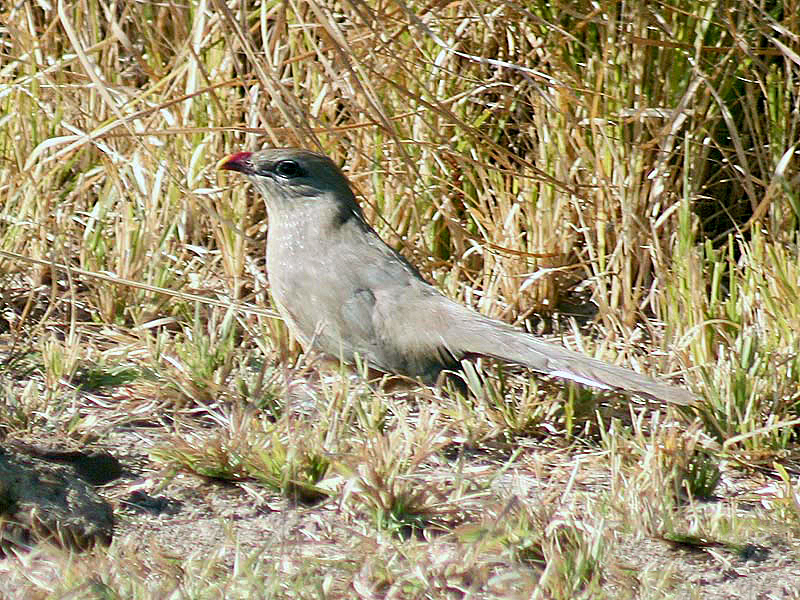